# 質実国家
「質実国家（しつじつこっか）」は1993年の新党さきがけの結党時の理念の一つであり、田中秀征が考案した。細川護煕が1993年の細川内閣所信表明演説で自らの政治理念を示す言葉として使用した。
民主党の原口一博は2012年の民主党代表選挙で自身の政権政策としての「質実国家・日本の創造」に言及した。

## 意図
田中秀征は、昭和元年12月28日、昭和天皇の践祚後朝見式ノ勅語にある一節「それ浮華を斥け質実を尚び・・・」から、これは昭和をこういう時代にしたいという昭和天皇の夢であり、浮華を退けては虚飾を排してという意味と捉え、「背伸びせず内容本位で自然体」と説明していた。新党さきがけ結党にあたっての政治理念として「自立と責任を時代精神に据え、社会的公正が貫かれた質の高い実ある国家」を挙げた。
「経済成長に逆行するのではないかとの危惧」に対して田中秀征は1997年にこの言葉は「長持ちし、質が高い」イメージを表し、「大量生産、大量消費、大量廃棄とは相反する概念」だと説明した。また、急激な緊縮財政政策は危険だという指摘に対して、経済全体を縮小させたいのではなく量から質に重点を変えたいのだと説明した。この他、「質実国家」論は石橋湛山の節度と抑制を重んじる思想にも通じている、と述べた。
首相としての所信表明でこの言葉を使った細川護煕は2011年に「質実国家」の精神として「無用のぜいたくと浪費を憎む精神」を挙げた。

## 評価
経団連会長の平岩外四は細川の所信表明を受けて1993年に「『質実国家』建設を目指す政治姿勢に共感を覚える」と評価した。
この当時は冷戦終結から間もない時期で、今更質素な小国を目指すのかと共感を呼ばなかったが、読売新聞編集委員の吉田清人は2022年に、「今になってこの旗印が時代を見据えて「日本の針路」を指し示していたと思う。掲げるのが早すぎた。」と論評している。

## 注
1. 1 2  私は、今後の政治運営に当たって、質の高い実のある国づくり、言ってみれば「質実国家」を目指してまいりたいと思います。

　かつて小泉八雲は第五高等学校の生徒に向かって、「日本にはすばらしい精神がある。日本精神とは、簡潔、善良、素朴を愛し、日常生活において無用の贅沢と浪費を憎む精神である。その精神を維持、涵養する限り、日本の将来は期して待つべきものがある」と申しました。

　私は、若いころこの言葉を知ったのですが、今や我が国は、国も国民も背伸びをせずに、自然体で内容本位の生き方をとるべき時代を迎えていると感じております。外に向かっては大国主義に陥ることなく、内にあっては、文化の薫り豊かな質の高い実のある生活様式を編み出し、美しい自然と環境を将来のために残していくことが何よりも大切だと思っております。

　政治や行政はもちろん、経済や国民生活においても、できる限り虚飾を排して質と実を追求していくことを私の政治理念の根本に据えてまいりたいと思っております。
(データベース『世界と日本』日本政治・国際関係データベース東京大学東洋文化研究所　田中明彦研究室[内閣名] 第79代細川内閣（平成5.8.9～6.4.28）[国会回次] 第127回（特別会）[演説者] 細川護熙内閣総理大臣[演説種別] 所信表明演説[衆議院演説年月日] 1993/8/23[参議院演説年月日] 1993/8/23 より)・参議院・衆議院

## 関連文献
- 田中秀征『舵を切れ―質実国家への展望』朝日新聞社　2000年　ISBN 978-4022613011
- 田中秀征『平成史への証言　政治はなぜ劣化したか』朝日新聞出版 2018　ISBN 4022630760